# Mali Jovanovac
Mali Jovanovac (em cirílico: Мали Јовановац) é uma vila da Sérvia localizada no município de Pirot, pertencente ao distrito de Pirot, na região de Visok. A sua população era de 116 habitantes segundo o censo de 2011.

## Demografia
| 1948 | 1953 | 1961 | 1971 | 1981 | 1991 | 2002 | 2011 |
| ---- | ---- | ---- | ---- | ---- | ---- | ---- | ---- |
| 352  | 323  | 267  | 233  | 180  | 155  | 144  | 116  |